# Arrondissement Chartres
Das Arrondissement Chartres ist eine Verwaltungseinheit des Départements Eure-et-Loir in der französischen Region Centre-Val de Loire. Präfektur ist Chartres.
Im Arrondissement liegen acht Wahlkreise (Kantone) und 148 Gemeinden.

## Wahlkreise
- Kanton Auneau
- Kanton Chartres-1
- Kanton Chartres-2
- Kanton Chartres-3
- Kanton Épernon (mit 13 von 23 Gemeinden)
- Kanton Illiers-Combray (mit 36 von 40 Gemeinden)
- Kanton Lucé
- Kanton Les Villages Vovéens (mit 29 von 55 Gemeinden)

## Gemeinden
Die Gemeinden des Arrondissements Chartres sind:
| 1. Allonnes (28004)                       | 2. Amilly (28006)                      | 3. Ardelu (28009)                   | 4. Aunay-sous-Auneau (28013)          |
| 5. Auneau-Bleury-Saint-Symphorien (28015) | 6. Bailleau-Armenonville (28023)       | 7. Bailleau-l’Évêque (28022)        | 8. Bailleau-le-Pin (28021)            |
| 9. Barjouville (28024)                    | 10. Baudreville (28026)                | 11. Beauvilliers (28032)            | 12. Berchères-les-Pierres (28035)     |
| 13. Berchères-Saint-Germain (28034)       | 14. Béville-le-Comte (28039)           | 15. Billancelles (28040)            | 16. Blandainville (28041)             |
| 17. Boisville-la-Saint-Père (28047)       | 18. Boncé (28049)                      | 19. Bouglainval (28052)             | 20. Briconville (28060)               |
| 21. Cernay (28067)                        | 22. Challet (28068)                    | 23. Champhol (28070)                | 24. Champseru (28073)                 |
| 25. Charonville (28081)                   | 26. Chartainvilliers (28084)           | 27. Chartres (28085)                | 28. Châtenay (28092)                  |
| 29. Chauffours (28095)                    | 30. Chuisnes (28099)                   | 31. Cintray (28100)                 | 32. Clévilliers (28102)               |
| 33. Coltainville (28104)                  | 34. Corancez (28107)                   | 35. Courville-sur-Eure (28116)      | 36. Dammarie (28122)                  |
| 37. Dangers (28128)                       | 38. Denonville (28129)                 | 39. Droue-sur-Drouette (28135)      | 40. Écrosnes (28137)                  |
| 41. Éole-en-Beauce (28406)                | 42. Épeautrolles (28139)               | 43. Épernon (28140)                 | 44. Ermenonville-la-Grande (28141)    |
| 45. Ermenonville-la-Petite (28142)        | 46. Fontaine-la-Guyon (28154)          | 47. Fontenay-sur-Eure (28158)       | 48. Francourville (28160)             |
| 49. Fresnay-l’Évêque (28164)              | 50. Fresnay-le-Comte (28162)           | 51. Fresnay-le-Gilmert (28163)      | 52. Fruncé (28167)                    |
| 53. Gallardon (28168)                     | 54. Gommerville (28183)                | 55. Garancières-en-Beauce (28169)   | 56. Gas (28172)                       |
| 57. Gasville-Oisème (28173)               | 58. Gellainville (28177)               | 59. Gouillons (28184)               | 60. Guilleville (28189)               |
| 61. Hanches (28191)                       | 62. Houville-la-Branche (28194)        | 63. Houx (28195)                    | 64. Illiers-Combray (28196)           |
| 65. Intréville (28197)                    | 66. Janville-en-Beauce (28199)         | 67. Jouy (28201)                    | 68. La Bourdinière-Saint-Loup (28048) |
| 69. La Chapelle-d’Aunainville (28074)     | 70. Landelles (28203)                  | 71. Le Coudray (28110)              | 72. Le Favril (28148)                 |
| 73. Le Gué-de-Longroi (28188)             | 74. Les Châtelliers-Notre-Dame (28091) | 75. Les Villages Vovéens (28422)    | 76. Léthuin (28207)                   |
| 77. Levainville (28208)                   | 78. Lèves (28209)                      | 79. Levesville-la-Chenard (28210)   | 80. Louville-la-Chenard (28215)       |
| 81. Lucé (28218)                          | 82. Luisant (28220)                    | 83. Luplanté (28222)                | 84. Magny (28225)                     |
| 85. Maintenon (28227)                     | 86. Mainvilliers (28229)               | 87. Maisons (28230)                 | 88. Marchéville (28234)               |
| 89. Méréglise (28242)                     | 90. Mérouville (28243)                 | 91. Meslay-le-Grenet (28245)        | 92. Mévoisins (28249)                 |
| 93. Mignières (28253)                     | 94. Mittainvilliers (28254)            | 95. Moinville-la-Jeulin (28255)     | 96. Mondonville-Saint-Jean (28257)    |
| 97. Morainville (28268)                   | 98. Morancez (28269)                   | 99. Moutiers (28274)                | 100. Neuville Saint Denis (28319)     |
| 101. Nogent-le-Phaye (28278)              | 102. Nogent-sur-Eure (28281)           | 103. Oinville-Saint-Liphard (28284) | 104. Oinville-sous-Auneau (28285)     |
| 105. Ollé (28286)                         | 106. Orrouer (28290)                   | 107. Ouarville (28291)              | 108. Oysonville (28294)               |
| 109. Pierres (28298)                      | 110. Poinville (28300)                 | 111. Poisvilliers (28301)           | 112. Pontgouin (28302)                |
| 113. Prasville (28304)                    | 114. Prunay-le-Gillon (28309)          | 115. Réclainville (28313)           | 116. Roinville (28317)                |
| 117. Saint-Arnoult-des-Bois (28324)       | 118. Saint-Aubin-des-Bois (28325)      | 119. Saint-Denis-des-Puits (28333)  | 120. Saint-Éman (28336)               |
| 121. Saint-Georges-sur-Eure (28337)       | 122. Saint-Germain-le-Gaillard (28339) | 123. Saint-Léger-des-Aubées (28344) | 124. Saint-Luperce (28350)            |
| 125. Saint-Martin-de-Nigelles (28352)     | 126. Saint-Piat (28357)                | 127. Saint-Prest (28358)            | 128. Sainville (28363)                |
| 129. Sandarville (28365)                  | 130. Santeuil (28366)                  | 131. Santilly (28367)               | 132. Soulaires (28379)                |
| 133. Sours (28380)                        | 134. Theuville (28383)                 | 135. Thivars (28388)                | 136. Toury (28391)                    |
| 137. Trancrainville (28392)               | 138. Umpeau (28397)                    | 139. Ver-lès-Chartres (28403)       | 140. Vierville (28408)                |
| 141. Villars (28411)                      | 142. Villebon (28414)                  | 143. Voise (28421)                  | 144. Yermenonville (28423)            |
| 145. Ymeray (28425)                       | 146. Ymonville (28426)                 |                                     |                                       |

## Ehemalige Gemeinden seit der landesweiten Neuordnung der Arrondissements
bis 2024: Barmainville, Neuvy-en-Beauce, Rouvray-Saint-Denis
bis 2018: Eole-en-Beauce, Villeau, Janville, Allaines-Mervilliers, Le Puiset
bis 2015: Auneau, Baignolet, Bleury-Saint-Symphorien, Fains-la-Folie, Germignonville, Mittainvilliers, Montainville, Orlu, Pézy, Rouvray-Saint-Florentin, Vérigny, Viabon, Villeneuve-Saint-Nicolas, Voves